# Vickers VC10
Vickers VC10 – brytyjski wąskokadłubowy samolot pasażerski dalekiego zasięgu produkowany w latach 1962–1970 przez przedsiębiorstwo Vickers-Armstrongs, używany również jako wojskowy samolot transportowy oraz tankowiec powietrzny. Zbudowano 54 samoloty, w tym 40 w wersji cywilnej i 14 w wersji wojskowej, następnie jeszcze 14 przebudowano na powietrzne tankowce. Głównym operatorem cywilnym były brytyjskie linie BOAC, później British Airways. W wersji wojskowej używane tylko przez brytyjskie lotnictwo wojskowe RAF, do 2013 roku. Charakteryzował się umieszczeniem czterech silników odrzutowych w parach po obu stronach tylnej części kadłuba.

## Historia powstania

### Niezrealizowany projekt VC7
Poprzednikiem VC10 był projekt wojskowego odrzutowego samolotu transportowego Vickers V.1000, zamówionego w 1952 roku przez brytyjskie lotnictwo wojskowe (RAF), który miał także mieć cywilny wariant pasażerski VC7 (oznaczenie fabryczne V.1002), zdolny do lotów transatlantyckich. Jego napęd miały stanowić cztery nowe, pierwsze w świecie silniki dwuprzepływowe Rolls-Royce Conway, zamontowane u nasady skrzydeł, które miały podobną konstrukcję i kształt jak w bombowcu Vickers Valiant, lecz były powiększone. Skrót VC oznaczał Vickers Commercial – komercyjne (cywilne) projekty samolotów Vickers. W wariancie pasażerskim samolot miał zabierać 100 pasażerów (6 foteli w rzędzie). Brytyjskie linie lotnicze BOAC wyrażały jednak umiarkowane zainteresowane najwyżej kilkoma sztukami perspektywicznej maszyny, uznając za wystarczające starsze samoloty de Havilland Comet i turbośmigłowe Bristol Britannia. Pomimo potencjalnego zainteresowania zagranicznych linii lotniczych, w tym Pan Am, 29 listopada 1955 roku, jeszcze przed ukończeniem prototypu, zamówienie na samolot transportowy zostało anulowane przez rząd brytyjski z uwagi na znaczne koszty, a tym samym upadł program wersji cywilnej. Zbiegło się to w czasie z zamówieniem przez amerykańskie linie Pan Am nowych odrzutowców Boeing 707 i DC-8, które wyznaczyły nowy standard w komunikacji pasażerskiej. Niecały rok później, w październiku 1956 roku BOAC były zmuszone zamówić amerykańskie Boeingi 707-420 na linie transatlantyckie, aby nie stracić konkurencyjności, przy braku odpowiednich samolotów brytyjskich.

### Powstanie VC10
VC10 powstał w odpowiedzi na zamówienie linii BOAC z marca 1957 roku na skonstruowanie samolotu pasażerskiego zdolnego do operowania na liniach do Afryki i Australii, o zasięgu ok. 4000 mil (6436 km). Linie transatlantyckie miały być obsługiwane przez Boeingi 707, lecz BOAC potrzebowały konstrukcji przystosowanej do obsługi mniejszych lotnisk, wysoko położonych i w gorącym klimacie. Kontrakt na budowę 35 samolotów został podpisany 14 stycznia 1958 roku. Cena samolotu wynosiła wówczas ok. 1,7 miliona funtów. Pomimo przeniesienia w 1960 roku działu lotniczego Vickersa do koncernu British Aircraft Corporation (BAC), program VC10 wiązał się z ryzykiem finansowym i dlatego prowadziło go nadal przedsiębiorstwo Vickers-Armstrongs, zlecając jedynie prace koncernowi BAC na zasadzie podwykonawstwa.

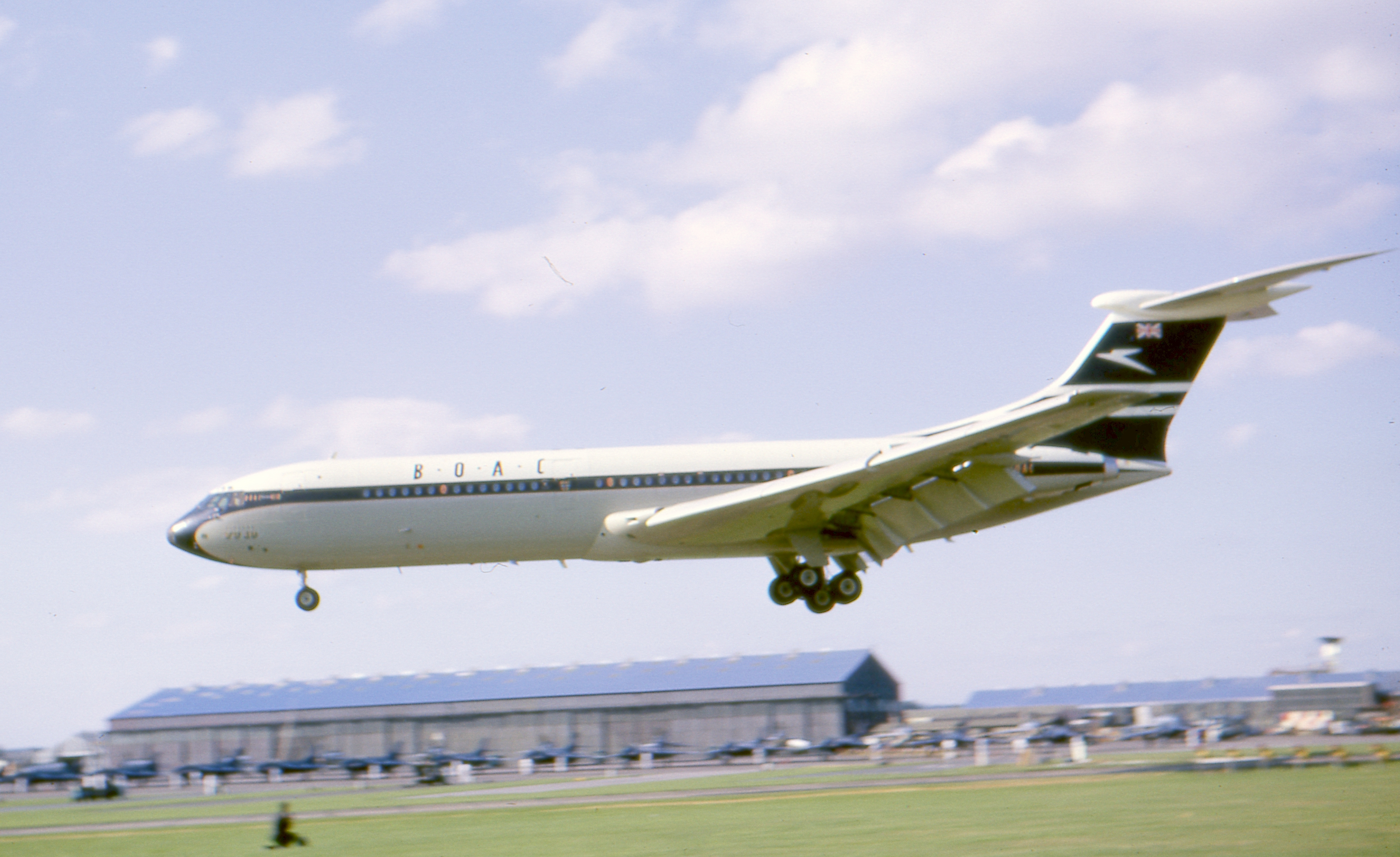
Prototyp VC10 w Farnborough, 1962

Prototyp o oznaczeniu fabrycznym Vickers Type 1100 i znakach rejestracyjnych G-ARTA został oblatany 29 czerwca 1962 roku. Już we wrześniu tego roku został zademonstrowany w locie na salonie w Farnborough. Samolot charakteryzował się nietypowym umieszczeniem czterech silników odrzutowych Rolls-Royce Conway w parach po obu stronach tylnej części kadłuba (częściej stosowano dwa silniki z tyłu, poczynając od francuskiego Caravelle, natomiast cztery silniki zostały zastosowane spośród dużych samolotów pasażerskich jedynie jeszcze w opracowanym równolegle i oblatanym rok później podobnym radzieckim samolocie Ił-62). Układ z silnikami z tyłu kadłuba został wybrany jako najlepszy pod kątem zastosowania rozbudowanej mechanizacji skrzydeł na ich całej długości (klap i slotów), dzięki czemu samolot miał lepsze charakterystyki w locie z małą prędkością i niższą prędkość startu i lądowania. Umieszczenie silników z tyłu pociągnęło jednak za sobą wzrost masy konstrukcji, aczkolwiek zaletą takiego układu była cichsza kabina pasażerska, powodująca popularność wśród pasażerów.

## Produkcja i rozwój

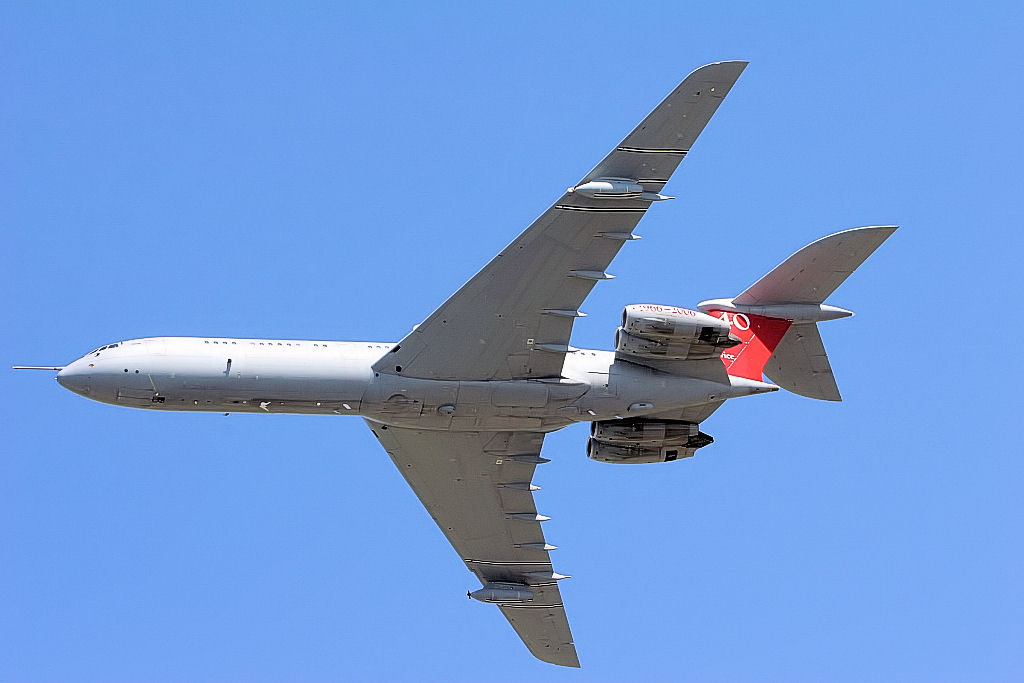
VC10 RAF

### VC10
Pierwotne zamówienie opiewało na 35 samolotów dla BOAC, z opcją na dalsze 20, lecz w maju 1961 roku zredukowano je do 15 samolotów oraz 30 nowszego modelu Super VC10, a w grudniu tego roku liczbę VC10 jeszcze ograniczono do 12. Pierwszy samolot seryjny (rejestracja G-ARVA) oblatano niedługo po prototypie, 8 listopada 1962 roku. Samoloty produkowane były w zakładach BAC (dawniej Vickersa) w Weybridge, usterzenie dostarczały francuskie zakłady Sud Aviation. Pierwsze cztery samoloty seryjne używane były wraz z prototypem do programu prób w locie i samolot uzyskał certyfikat typu 23 kwietnia 1964 roku. Pojemność samolotu wynosiła 135 pasażerów, maksymalnie do 150 w klasie turystycznej. Wyprodukowano w konsekwencji tylko 12 samolotów seryjnych dla BOAC o oznaczeniu fabrycznym Type 1101. Dla odróżnienia od modelu Super VC10 określane one także były jako Standard VC10. Z powodu opracowania konstrukcji pod kątem specyficznych potrzeb BOAC samolot nie odniósł jednak sukcesu komercyjnego. Był on projektowany dla operowania ze stosunkowo krótkich pasów startowych, lecz rozbudowa głównych portów lotniczych pod kątem nowych szeroko rozpowszechnionych amerykańskich odrzutowców pasażerskich (Boeing 707 i DC-8) spowodowała, że utracił swoją przewagę na tym polu. Jego zaletą było dobre przystosowanie do operowania z gorących i wysoko położonych lotnisk, jak np. w państwach afrykańskich. Własności lotne były bardzo dobre i chwalone przez pilotów. VC10 (zwłaszcza w wersji Super) był przy tym najszybszym z poddźwiękowych samolotów pasażerskich świata. Był to też najcięższy samolot produkowany do tamtej pory seryjnie w Europie zachodniej. Jego koszty eksploatacji jednak były nieco wyższe od amerykańskiej konkurencji.
Powyższe czynniki spowodowały, że dla innych odbiorców powstały jedynie dwa samoloty Type 1102 dla Ghana Airways i trzy Type 1103 dla British United Airways, a prototyp Type 1100 został doprowadzony do standardu pasażerskiego jako Type 1109. Samoloty Type 1103, z których pierwszy został oblatany 30 lipca 1964 roku, wykonano jako pierwsze w wariancie pasażersko-towarowym, z dużymi bocznymi drzwiami ładunkowymi po lewej stronie, unoszonymi do góry. Drzwi takie otrzymał także drugi z samolotów Type 1102.

### Super VC10

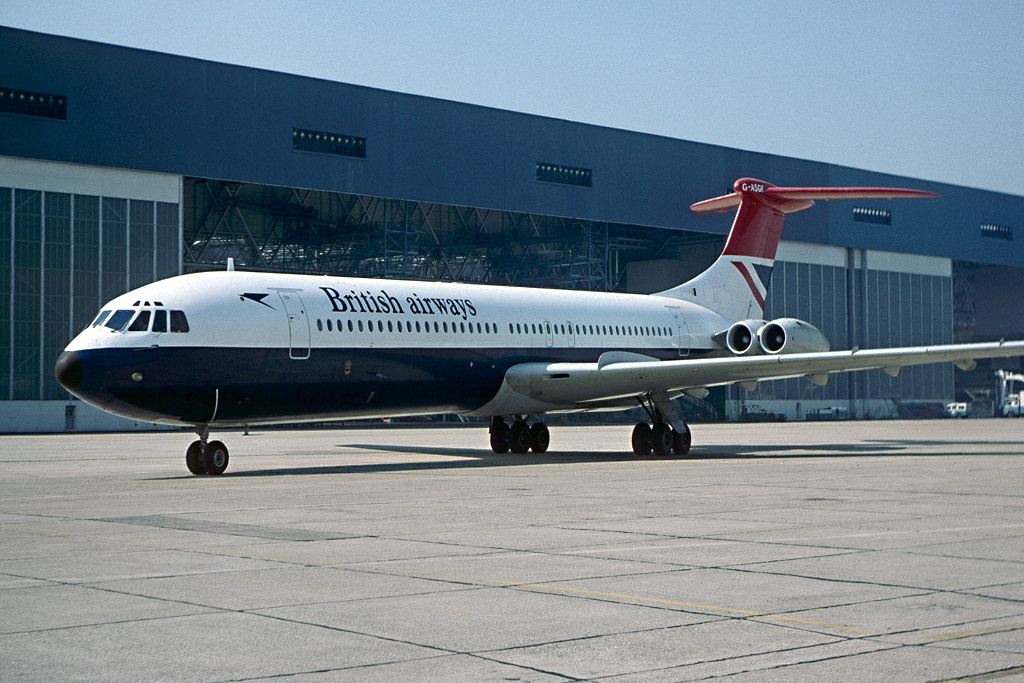
Super VC10 British Airways, 1977

Jeszcze w czerwcu 1960 roku BOAC zleciło skonstruowanie powiększonego samolotu Vickers Super VC10. Pierwotne założenia przewidywały przedłużenie kadłuba o 8,2 m i zwiększenie liczby pasażerów do 212, lecz pod koniec tego roku zdecydowano się na mniejszy samolot, przedłużony tylko o 4 metry (13 stóp), o pojemności 163 pasażerów. Pierwotnie planowano dodatkowe zbiorniki paliwa w skrzydłach, lecz ostatecznie Super VC10 dysponował podobnym zasięgiem, jak wersja standardowa. Maksymalnie na pokładzie mogły się znaleźć 174 miejsca. Napęd stanowiły mocniejsze silniki Conway 43Ds o ciągu 10 206 kG (22 500 funtów), przy tym rozsunięto je nieco dalej na boki w celu zmniejszenia oporów. Nieco zmodyfikowano również geometrię skrzydeł. Pierwszy Super VC10 wzleciał 7 maja 1964 roku (rejestracja G-ASGA). Dzięki powiększeniu samolot był nieco bardziej ekonomiczny od VC10, tracąc nieco na łatwości operowania z krótkich lotnisk.
W wersji Super VC10 zbudowano ostatecznie jedynie 22 samoloty, w tym 17 modelu Type 1151 dla BOAC. Po zmianie zarządu BOAC w 1964 roku nowy prezes Giles Guthrie zamierzał z powodów ekonomicznych anulować w ogóle zamówienie na Super VC10, gdyż oceniał, że linia będzie potrzebować tylko siedmiu samolotów, zamiast których zamierzał kupić Boeingi, żeby nie wprowadzać małej liczby maszyn nowego typu. Pod naciskiem rządu utrzymano jednak zamówienie na 17 sztuk, rezygnując z pozostałych za zapłatą kar umownych. Pięć samolotów pasażersko-towarowych Type 1154 zostało zakupionych jeszcze tylko przez East African Airways, w tym ostatni zbudowany VC10, dostarczony w 1970 roku.
Mimo dobrych osiągów i zwiększonej ekonomiczności Super VC10 jednak również nie odniósł sukcesu komercyjnego. Wyrażane są opinie, że odpowiedzialny za to był w dużej mierze narodowy brytyjski przewoźnik BOAC, który nie pomagał w marketingu samolotu, nie ujawniając kosztów jego eksploatacji (które mogły być niewiele większe od amerykańskiej konkurencji), a przy tym demonstrując samemu rezerwę w stosunku do niego. Co więcej, zamówienia samolotów przez linie BOAC, dla których potrzeb był on projektowany, zostały zredukowane w stosunku do przewidywanych. W konsekwencji Vickers na programie VC10 poniósł straty. Mała skala produkcji samolotu nie pozwalała przy tym na obniżenie jego ceny, ani zapewnienie szybkich dostaw. Z niezrealizowanych kontraktów, w 1966 roku samolot demonstrowany był w Czechosłowacji i realne było zamówienie 6 sztuk, lecz na skutek presji politycznej Czechosłowacja zakupiła ostatecznie radzieckie Ił-62. W 1972 roku prowadzono jeszcze rozmowy na temat zakupu partii 20 samolotów przez Chińską Republikę Ludową i możliwej dalszej produkcji licencyjnej, lecz ostatecznie nie doszło do zamówienia, między innymi z powodu kosztów potrzebnych na ponowne uruchomienie linii. Super VC10 pozostał najcięższym samolotem produkowanym w Wielkiej Brytanii.

### Wojskowe VC10

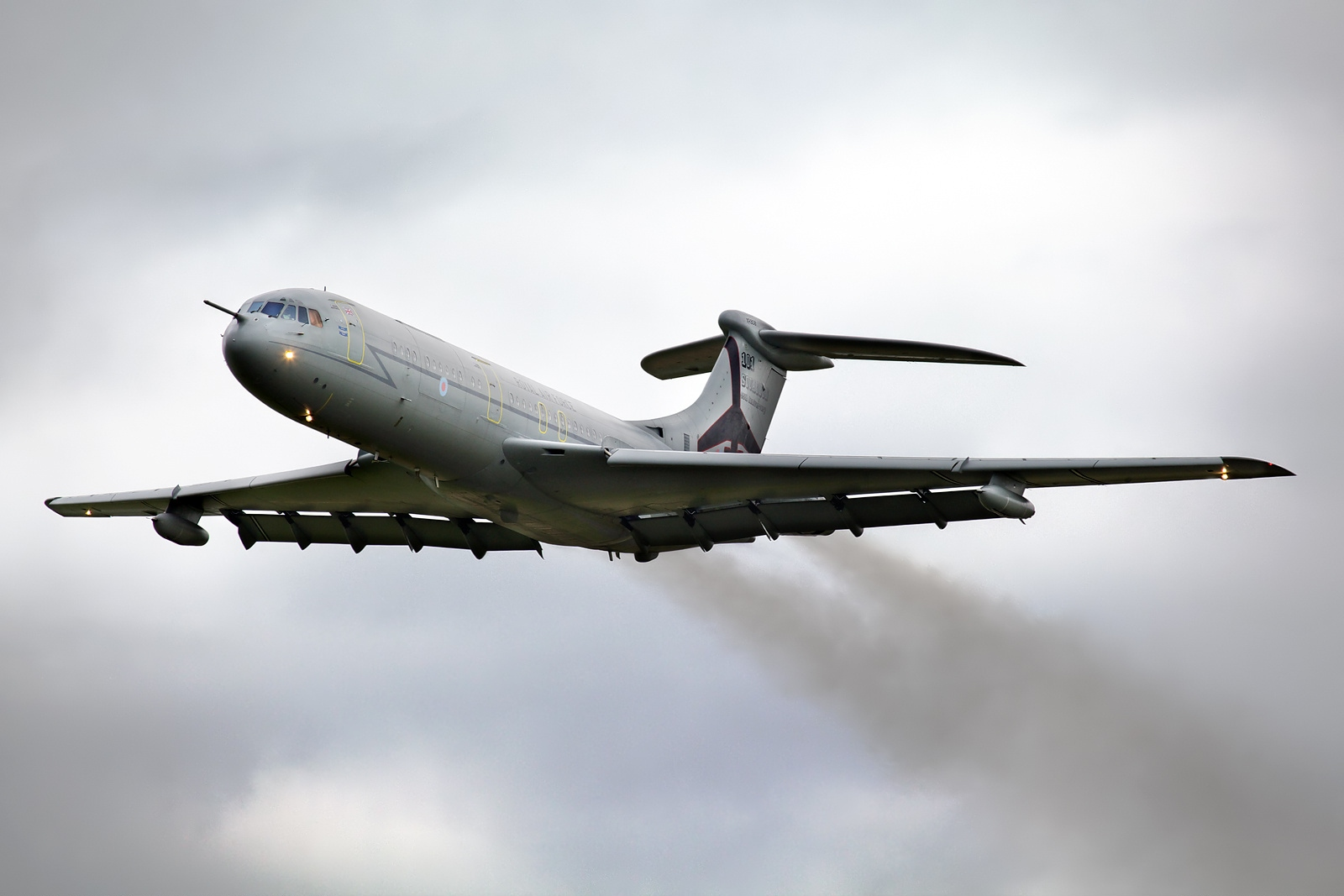
VC10 C1K

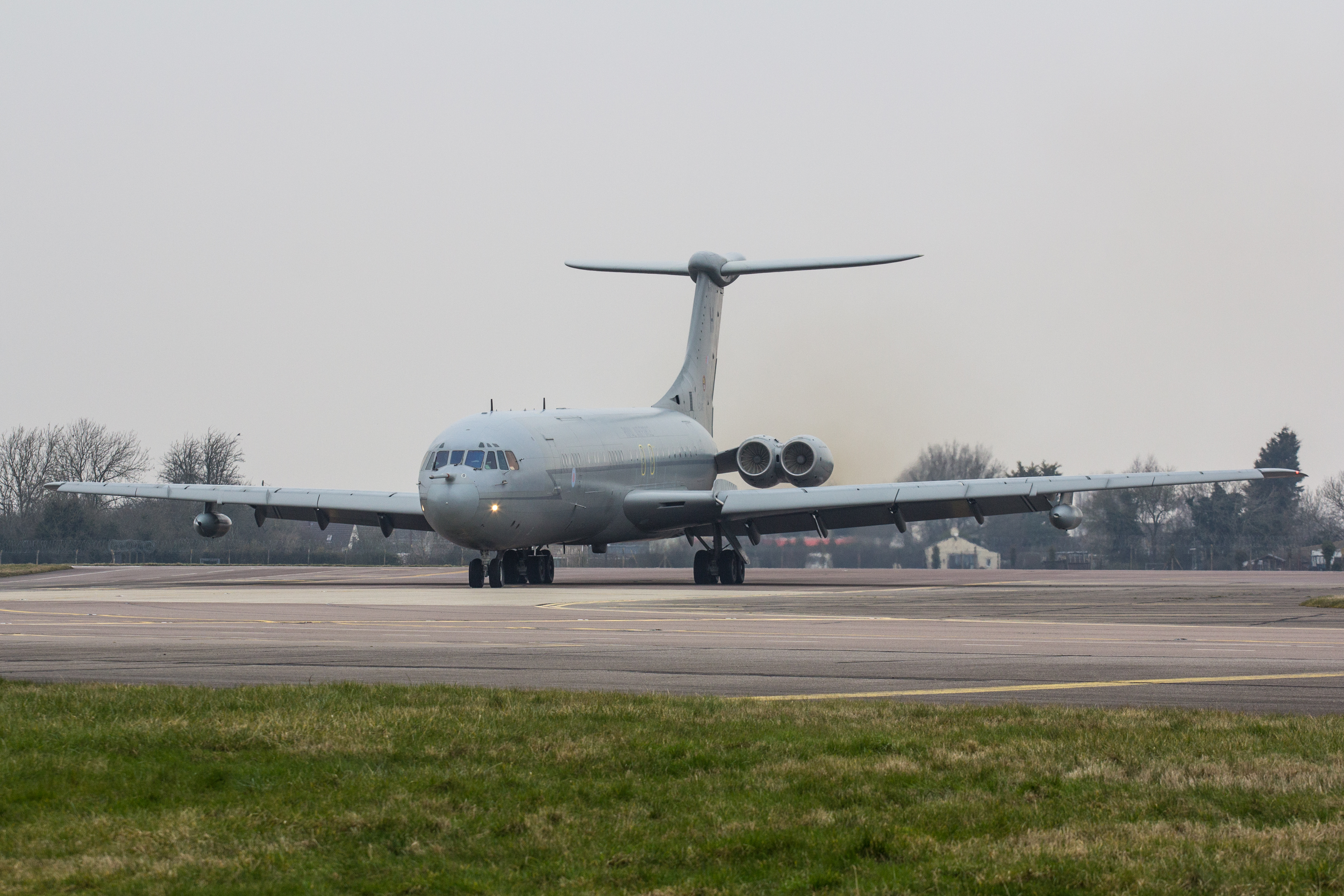
VC10 K3

Samoloty VC10 zamówiło również w 1961 roku brytyjskie lotnictwo wojskowe Royal Air Force, dla transportu strategicznego żołnierzy. Miały one wymiary wersji Standard, lecz wyposażono je w boczne drzwi ładunkowe, dalszy zbiornik paliwa w stateczniku (jak wersja Super), pomocniczą jednostkę zasilającą Bristol Siddeley Artouste w ogonie i instalację do uzupełniania paliwa w powietrzu. Napęd wersji wojskowej stanowiły nieco mocniejsze silniki Conway R.Co.43 o ciągu 9888 kG (21 800 funtów). Fotele skierowane w nich były tyłem do kierunku lotu w celu zwiększenia bezpieczeństwa przy przymusowych lądowaniach. Począwszy od 1966 roku, dla RAF zbudowano 14 samolotów oznaczonych VC10 C Mk 1 (w skrócie C1, Type 1106). Trzy ostatnie zostały zamówione, aby częściowo skompensować producentowi rezygnację z zamówień linii BOAC. Między 1992 a 1996 rokiem 13 samolotów zostało dostosowanych także do pełnienia roli powietrznych tankowców, z dwoma podskrzydłowymi dystrybutorami, nie tracąc możliwości transportowych. Ich oznaczenie uległo wówczas zmianie na C1K (Type 1180).
Lotnictwo brytyjskie odkupiło następnie od linii lotniczych 5 standardowych VC10 Type 1101, w latach 1982–1984 przebudowanych na tankowce VC10 K2 (Type 1112). Otrzymały one zbiorniki paliwa w kabinie, trzy punkty do uzupełniania paliwa (dwa pod skrzydłami i jeden z tyłu pod kadłubem) i mogły zabierać 75,3 ton paliwa i 17 pasażerów lub niewielki ładunek. Analogicznej przebudowie w latach 1984–1985 zostały poddane 4 samoloty Super VC10 Type 1154 przebudowane na tankowce K3 (Type 1164), zabierające 82,1 ton paliwa i 18 pasażerów.
Po przerwie, między 1993 a 1995 rokiem przebudowano także 5 samolotów Super VC10 Type 1151, tworząc tankowce K4 (Type 1170). Wyposażono je również w trzy dystrybutory, lecz nie miały dodatkowych zbiorników zainstalowanych w kabinie, dzięki czemu oprócz 50 ton paliwa mogły przewozić 35 osób.

## Eksploatacja

### BOAC / British Airways

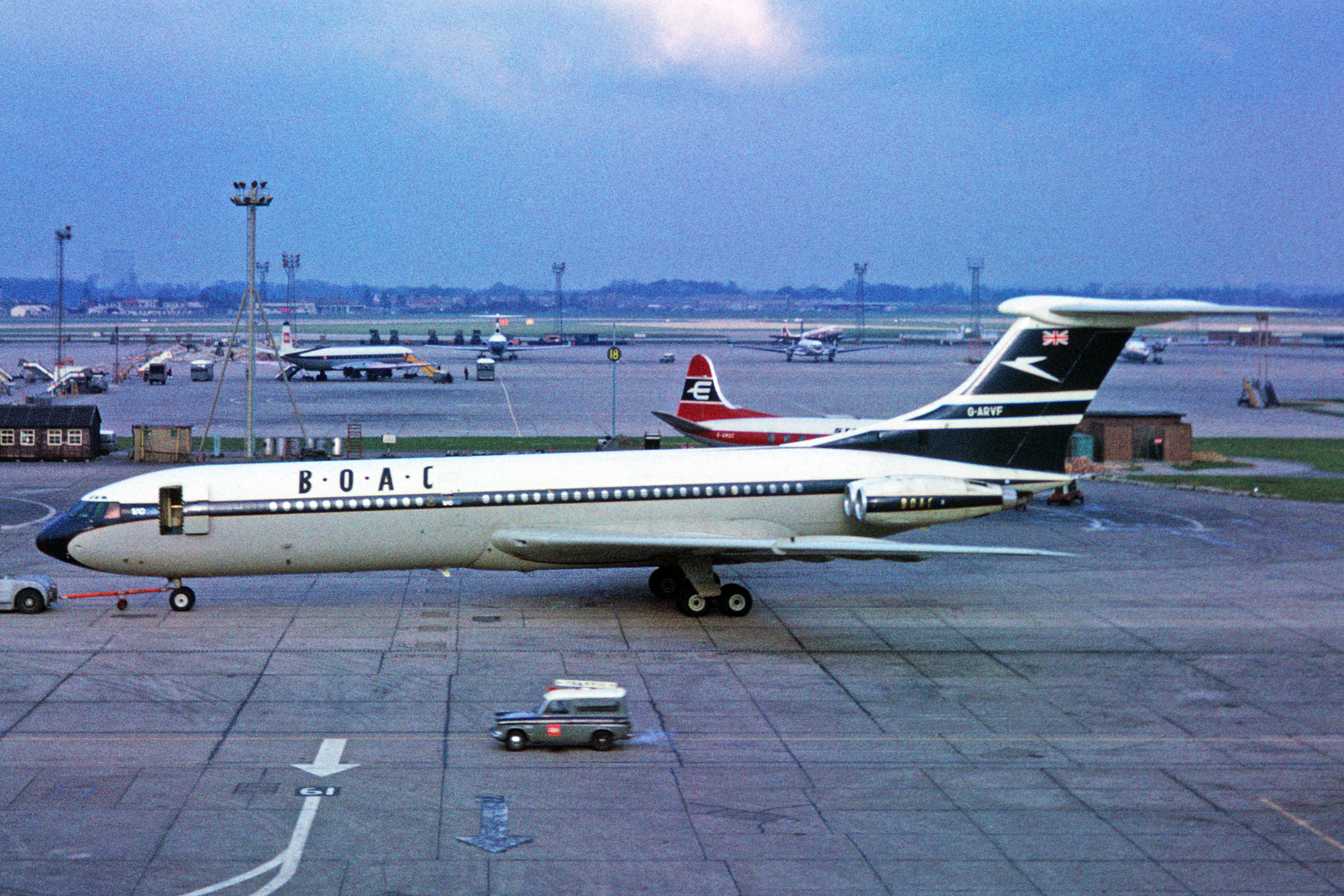
VC10 BOAC, G-ARVF, we wczesnym malowaniu, 1964

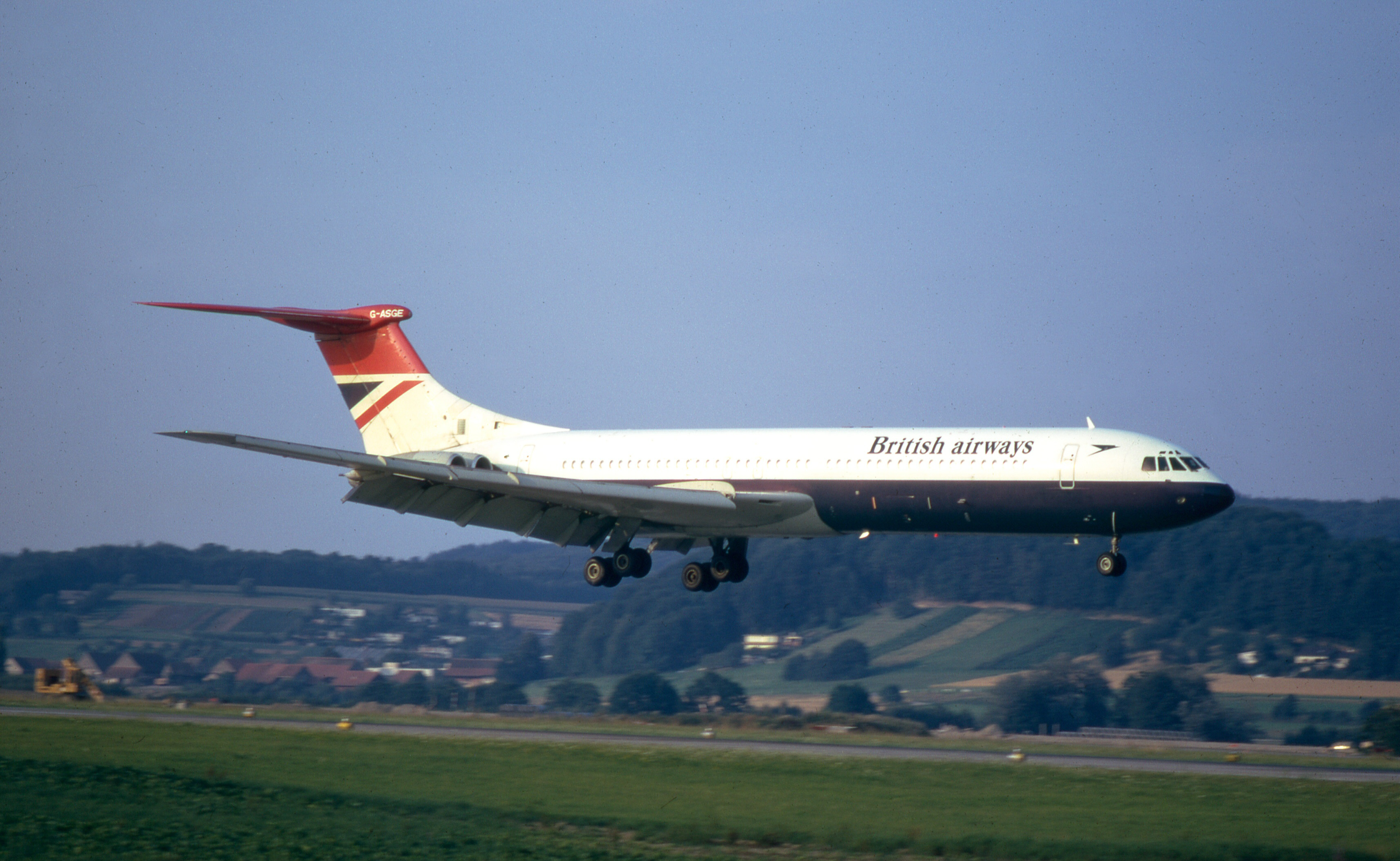
Super VC10 w barwach British Airways, 1975

Już pod koniec 1963 roku samoloty VC10 były testowane na przyszłych trasach. Pierwszy standardowy VC10 został oficjalnie przejęty przez BOAC 22 kwietnia 1964 roku, a ostatni dwunasty w lutym 1965 roku. VC10 zainaugurował eksploatację 29 kwietnia 1964 roku na trasie Londyn – Lagos. W tym roku weszły na trasy do zachodniej i wschodniej Afryki, Johannesburga i Rodezji w południowej Afryce, a także do Azji i na Daleki Wschód. W pierwszym roku przewiozły 216 tysięcy pasażerów. W kolejnym roku dołączyły m.in. na trasach do Adenu i Tel Awiwu, zastępując w eksploatacji samoloty Comet 4. Samoloty BOAC były też czarterowane innym liniom: Air India, Air Ceylon, Air Mauritius, Nigeria Airways.
Super VC10 weszły do użytku w BOAC 1 kwietnia 1965 roku, na trasie transatlantyckiej Londyn – Nowy Jork, a stamtąd dalej na Bermudy lub do San Francisco. Cieszyły się tam uznaniem pasażerów, między innymi z uwagi na cichszą kabinę. Skutkowało ono, dzięki skutecznej kampanii reklamowej BOAC, nieco wyższym wskaźnikiem zapełnienia (65%), niż średnia. Pomimo wyższych kosztów lotu od Boeinga 707 przynosiły zyski, będąc najintensywniej wykorzystywanymi samolotami we flocie BOAC. Były cenione z uwagi na niezawodność, ich zaletą była też lepsza ochrona przeciwkorozyjna, przekładająca się na koszty serwisowania. W początkowym okresie samoloty latały także w barwach BOAC–Cunard, na podstawie porozumienia z liniami żeglugowymi Cunard Line. Latały następnie z Londynu do państw karaibskich, Montrealu, Chicago, a w przeciwnym kierunku do Perth w Australii. W 1969 roku rozpoczęto loty do Sydney przez USA, Honolulu i Fiji. Super VC10 G-ASGC ustanowił rekord przelotu z lotniska JFK w Nowym Jorku do Glasgow Prestwick w 5 godzin i 1 minutę.
1 kwietnia 1974 roku linie BOAC weszły w skład nowo utworzonych British Airways, posiadając wciąż dziewięć standardowych VC10, lecz jeszcze w tym roku sprzedano osiem, a ostatni G-ARVM służył do 1979 roku. Super VC10 zostały natomiast wycofane z eksploatacji British Airways 30 marca 1981 roku. Jeden został przekazany Imperial War Museum Duxford, a 14 sprzedanych dla RAF (pięć z nich przebudowano następnie na tankowce K4, cztery przeznaczono na części, a pięć ostatecznie złomowano). Pozostałe dwa Super VC10 zostały w toku swojej służby zniszczone po porwaniach przez terrorystów palestyńskich (bez ofiar): 12 września 1970 roku w Az-Zarka (G-ASGN) i 3 marca 1974 roku w Amsterdamie (G-ASGO); trzeci samolot G-ASGR porwany 21 listopada 1974 roku został odzyskany po lądowaniu w Tunisie, lecz terroryści zabili jednego pasażera.

### British United Airways / British Caledonian

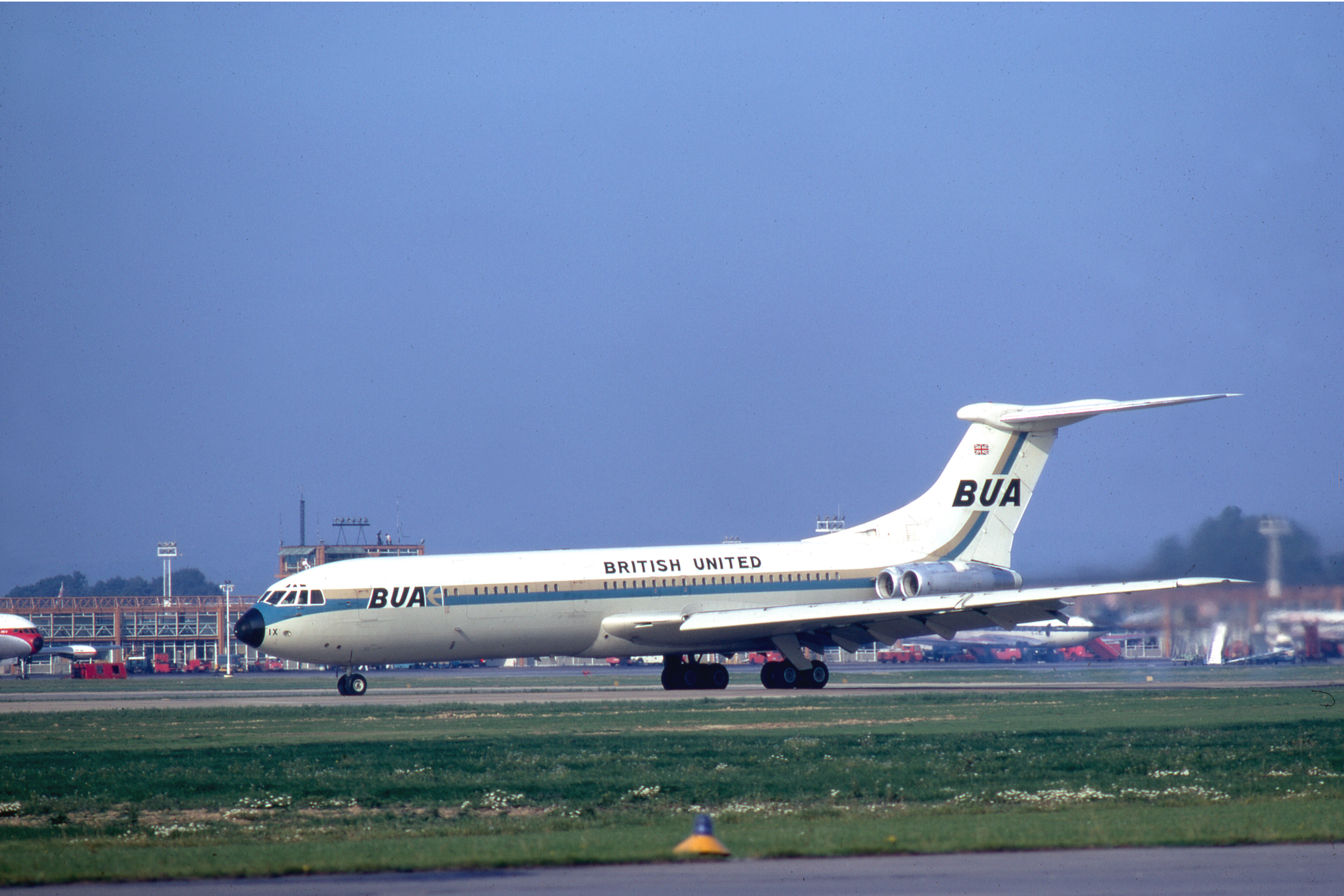
VC10 British United, G-ASIX, 1969

Drugim użytkownikiem samolotu stały się niezależne linie lotnicze British United Airways, które w maju 1961 roku zamówiły dwa samoloty w wersji towarowo-pasażerskiej, przekazane do eksploatacji w końcu 1964 roku. Pierwszy z nich G-ASIW został zademonstrowany w locie na salonie w Farnborough 13 września 1964 roku, przewożąc na pokładzie luksusowy samochód Rolls-Royce, po czym z takim samym ładunkiem odbył ośmiodniowy lot promocyjny po Afryce. Używane były przez tę linię z sukcesem na liniach do Afryki, na Wyspy Kanaryjskie i w czarterze do USA. BUA wykonywały też na zlecenie armii brytyjskiej transporty żołnierzy, między innymi na Bliski i Daleki Wschód. W 1965 roku BUA zakupiły trzeci samolot towarowo-pasażerski, pierwotnie budowany dla Ghany. W 1970 roku BUA zakupiły natomiast prototyp VC10 (G-ARTA), doprowadzony do standardu samolotu pasażerskiego (uprzednio został on w 1968 roku wydzierżawiony Laker Airways, które poddzierżawiły go dalej Middle East Airlines, do 1969 roku). W listopadzie 1970 roku British United Airlines zostały zakupione przez Caledonian Airways, przyjmując nazwę British Caledonian. Prototyp G-ARTA uległ 28 stycznia 1972 roku uszkodzeniu przy lądowaniu i został skasowany, a następnie z uwagi na standaryzację sprzętu i wybór Boeinga 707 w latach 1973–1974 sprzedano pozostałe trzy VC10.

### Ghana Airways

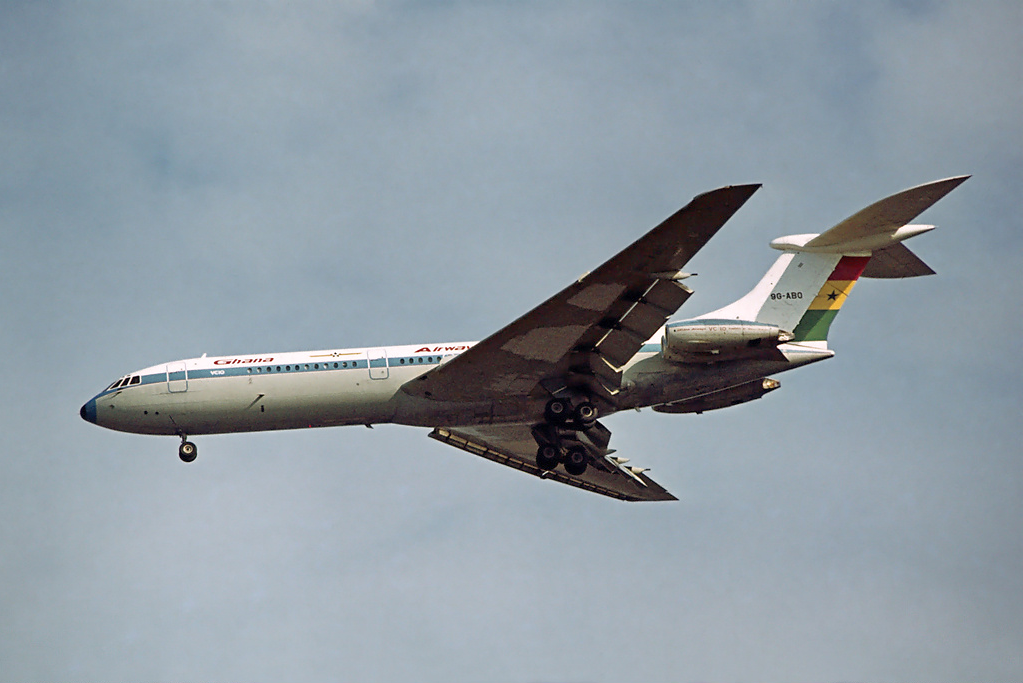
VC10 Ghana Airways, 1972

W 1961 roku Ghana Airways zamówiły trzy VC10, z tego ostatecznie zakupiły dwa. Pierwszy samolot wszedł do eksploatacji 15 lutego 1965 roku (rejestracja 9G-ABO) i miał konfigurację 87 miejsc w klasie ekonomicznej i 20 w I klasie. Drugi samolot (9G-ABP), dostarczony w 1965 roku, był w wersji towarowo-pasażerskiej. Z trzeciego samolotu Ghana ostatecznie zrezygnowała z uwagi na zmniejszone potrzeby (został on zakupiony przez British United Airways). Samolot 9G-ABP został w 1967 roku wydzierżawiony Middle East Airlines, które oceniły samolot bardzo wysoko i zastanawiały się nad zakupem dwóch VC10, lecz ostatecznie wybrały B707 z uwagi na korzystniejszą dostawę i finansowanie. Samolot ten, nadal w posiadaniu MEA, został zniszczony na lotnisku w Bejrucie podczas ataku izraelskich komandosów 28 grudnia 1968 roku. Ostatni samolot Ghana Airways był eksploatowany do 1980 roku.

### East African Airways

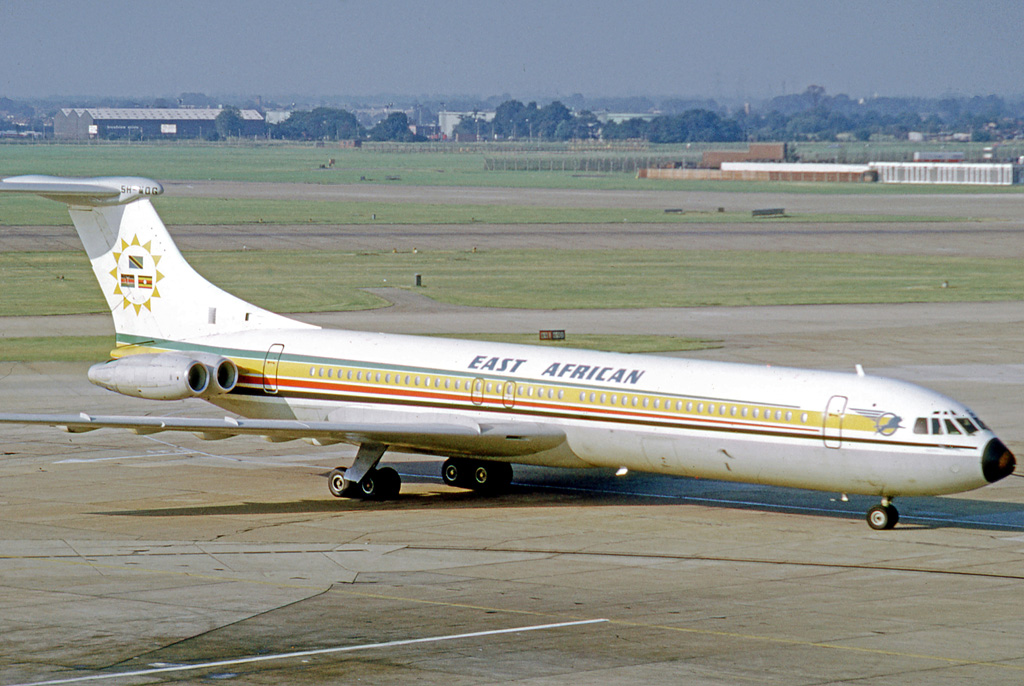
VC10 East African Airways, 1973

Międzypaństwowe linie East African Airways, należące do Kenii, Tanzanii i Ugandy, zamówiły początkowo trzy pasażersko-towarowe Super VC10, a następnie jeszcze dwa; weszły one do eksploatacji w październiku 1966 roku na trasach do Londynu, a od 1968 roku do Hongkongu. Przewoziły 14 pasażerów w I klasie, 111 w klasie ekonomicznej i cztery palety z ładunkiem. Samoloty te pokazały szczególnie swoje zalety w warunkach wysoko położonego gorącego lotniska w Nairobi, z którego mogły operować z maksymalną masą startową, w przeciwieństwie do maszyn amerykańskich. 31 lipca 1969 roku jeden z samolotów, przystosowany jako salonka, przewiózł z Rzymu do Entebbe papieża Pawła VI. Później samoloty tych linii latały też na innych trasach, m.in. do Nowego Jorku. 18 kwietnia 1972 roku samolot 5X-UVA został zniszczony w wypadku na lotnisku w Addis Abeba (43 zabitych w pożarze). Linie EAA eksploatowały VC10 do swojego bankructwa w 1977 roku, po czym sprzedały pozostałe cztery maszyny producentowi, który przebudował je na tankowce K3 dla RAF.

### Pojedynczy użytkownicy
Nigeria Airways z Nigerii najpierw dzierżawiły VC10 od BOAC, a następnie 1 października 1969 roku odkupiły od tych linii pierwszy egzemplarz seryjny (znaki 5N-ABD, ex G-ARVA), jednakże już 20 listopada tego roku uległ on katastrofie podchodząc do lądowania w Lagos przy złej pogodzie (zginęło 76 pasażerów i 11 osób personelu). Od grudnia 1974 roku do wycofania w 1979 roku jeden VC10 w wersji towarowo-pasażerskiej, odkupiony od British Caledonian, był używany przez Air Malawi z Malawi (znaki 7Q-YKH, ex G-ASIW).

### Kraje Bliskiego Wschodu

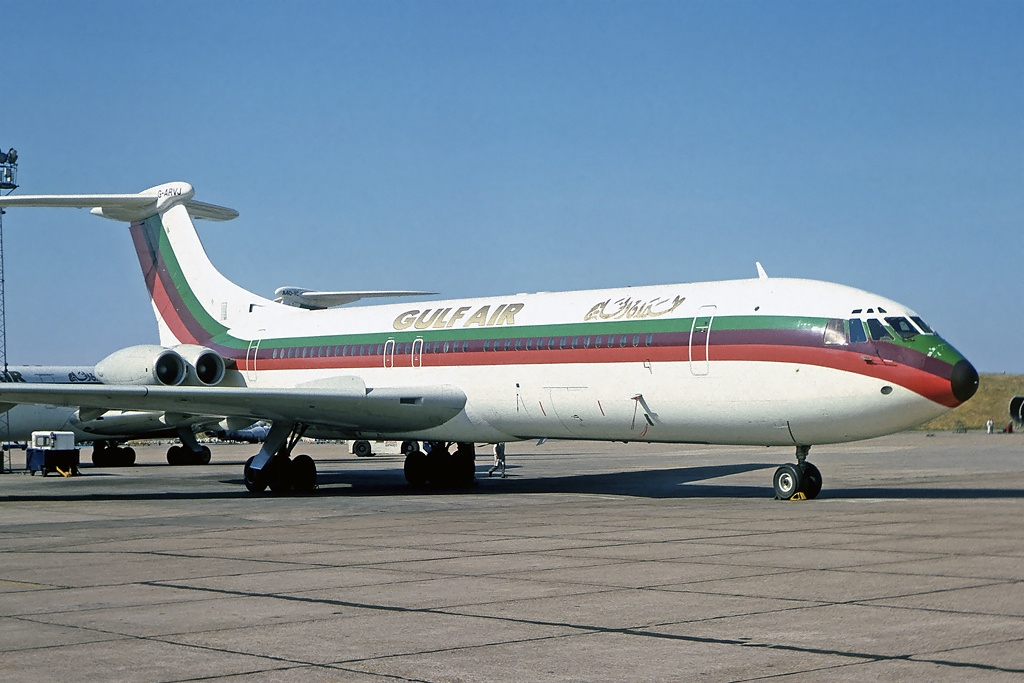
G-ARVJ w barwach Gulf Air, 1977

Linie Gulf Air, należące początkowo do BOAC pod nazwą Gulf Aviation, od 1970 roku czarterowały VC10 od BOAC. W 1974 roku linie te przeszły na własność czterech państw regionu Zatoki Perskiej i od 1974 do 1977 roku dzierżawiły łącznie pięć standardowych VC10. Od 1975 roku samoloty te nosiły znaki rejestracyjne Omanu (z identyfikatorem państwa A40- i dwoma ostatnimi literami dotychczasowego numeru). Na krótko, między lipcem 1977 a styczniem 1978 roku jeden z nich został wydzierżawiony liniom Air Ceylon ze Sri Lanki, będąc ostatnim standardowym VC10 w ruchu pasażerskim. Samoloty te zostały następnie zakupione przez rząd brytyjski celem konwersji na tankowce.
Trzy dalsze VC10 zostały zaadaptowane przez państwa tego regionu jako samoloty do przewozu VIP-ów. W 1974 roku VC10 z British Airways (G-ARVF) został zakupiony przez prezydenta Zjednoczonych Emiratów Arabskich szejka Zajida. Używany był w charakterze salonki do 1981 roku, po czym przekazany do muzeum w Hermeskeil w Niemczech. W tym samym 1974 roku VC10 z British Caledonian (G-ASIX) został kupiony przez sułtana Omanu i był używany jako luksusowa salonka w latach 1975–1987, ze znakami A40-AB. Także on został przekazany do muzeum w Brooklands. W latach 1975–1982 jeden VC10 był dzierżawiony od British Airways przez rząd Kataru; latał w barwach Gulf Air i służył jako rezerwowa maszyna tych linii.

## Służba wojskowa

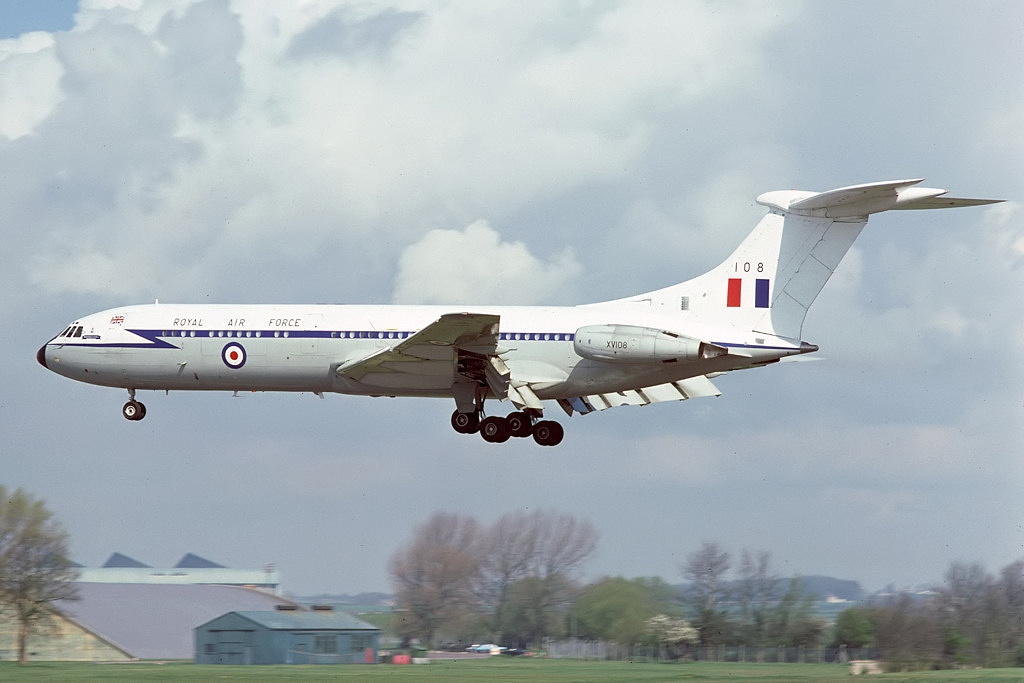
VC10 C1K RAF

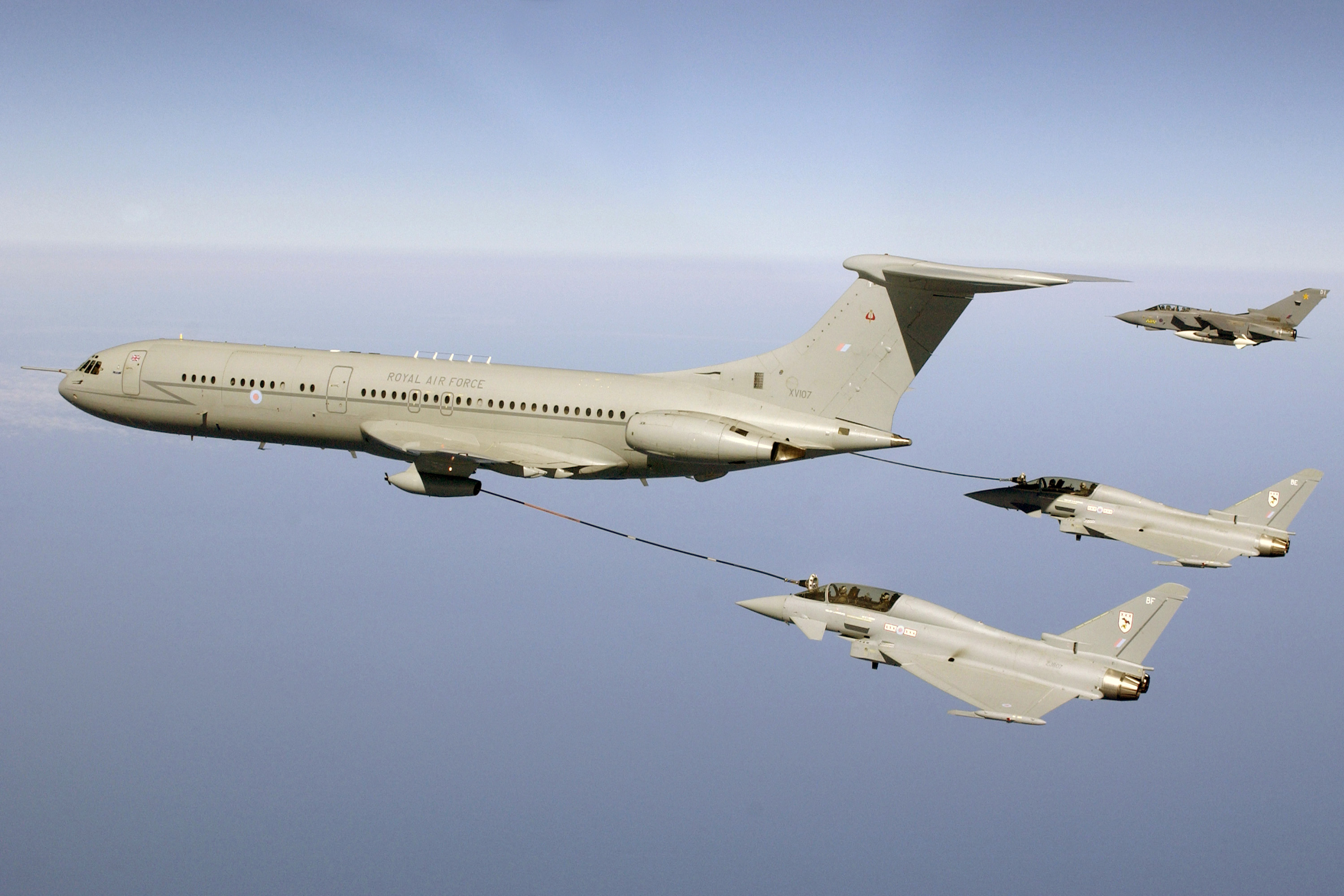
VC10 C1K podczas tankowania samolotów Typhoon

Wojskowe VC10 weszły do służby RAF w lipcu 1966 roku. 14 samolotów transportowych VC10 C.1 weszło do służby w 10. Dywizjonie Dowództwa Wsparcia Lotniczego RAF (RAF Air Support Command) w Brize Norton. Mogły przewozić 150 żołnierzy z wyposażeniem lub 27,6 t ładunku, w tym nawet małe samochody opancerzone Daimler Ferret. Oprócz zadań doraźnych ich regularnymi trasami stały się loty do garnizonów w Singapurze i Hongkongu oraz do Nowego Jorku, przy czym czas lotu do Singapuru (z międzylądowaniami) skrócił się o 12 godzin w porównaniu do turbośmigłowych Bristol Britannia. W 1982 roku, podczas wojny o Falklandy, zapewniały regularną komunikację z bazą Wideawake na Wyspie Wniebowstąpienia. Używane były też doraźnie do lotów zagranicznych z członkami rządu i rodziny królewskiej. Od 1992 roku 13 z nich zostało dostosowanych do pełnienia roli powietrznych tankowców (C1K), nie tracąc możliwości transportowych.
Począwszy od 1983 roku, weszło do służby w nowosformowanym 101. Dywizjonie RAF pięć wyspecjalizowanych tankowców wersji K2, a od 1984 roku cztery tankowce wersji K3. Brały udział w działaniach bojowych, między innymi w I wojnie w Zatoce Perskiej i późniejszych operacjach lotniczych nad Irakiem, a także nad Bośnią (operacja Deny Flight). Uzupełniały paliwo zarówno dla brytyjskich samolotów, jak i innych państw NATO oraz amerykańskiej marynarki wojennej (US Navy). Pięć dalszych tankowców wersji K4 dostarczono do 101. Dywizjonu między 1994 a 1996 rokiem. Brytyjska flota tankowców VC10 brała następnie udział w działaniach bojowych nad Serbią i Kosowem w 1999 roku (operacja Allied Force), nad Afganistanem, w II wojnie w Zatoce Perskiej i późniejszej okupacji Iraku oraz działaniach nad Libią w 2011 roku (operacja Unified Protector).
Proces wycofywania tankowców VC10 rozpoczął się w 1999 roku. W 2005 roku Dywizjon 10 został rozwiązany i jego pozostałe 10 samolotów C1K przekazano do 101. Dywizjonu, który wówczas miał jeszcze cztery tankowce K3 i trzy K4. 20 września 2013 roku dwa tankowce VC10 K3 odbyły ostatnie loty operacyjne, a ostatni lot w służbie RAF miał miejsce 25 września 2013 roku. Zostały zastąpione w zadaniach tankowców i transportowców przez nowe samoloty Airbus Voyager.

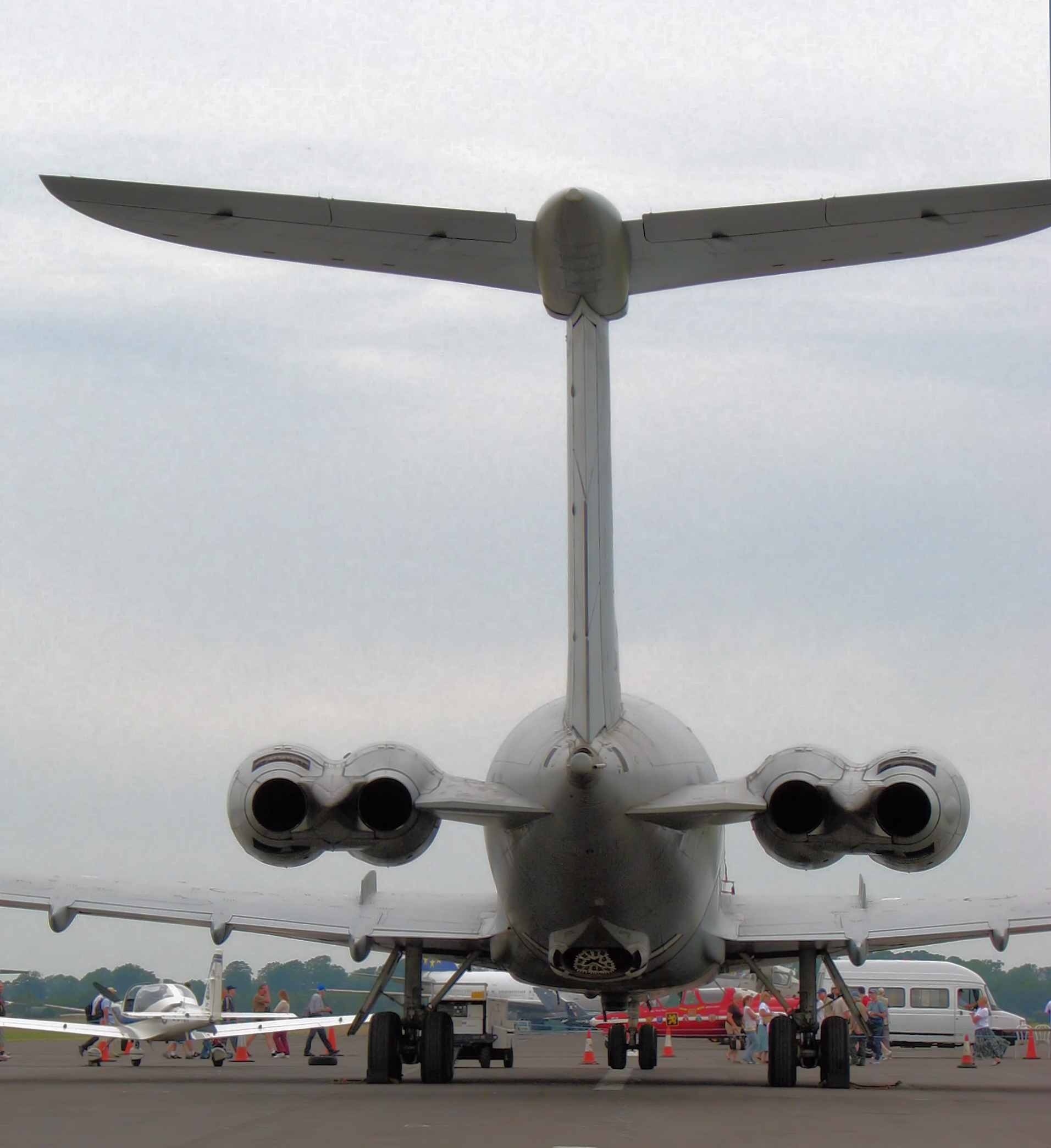
Widok z tyłu

## Wersje
- Type 1100: prototyp, 1 zbudowany (przebudowany na Type 1109)
- Type 1101: Standard VC10 dla BOAC, 12 zbudowanych
- Type 1102: Standard VC10 dla Ghana Airways, 2 zbudowane, w tym 1 towarowo-pasażerski (trzeci zamówiony przemianowany na Type 1103)
- Type 1103: Standard VC10 towarowo-pasażerski dla BUA, 3 zbudowane
- Type 1104: Standard VC10 dla Nigeria Airways, nie zbudowany
- Type 1105: transportowy dla RAF bez drzwi ładunkowych, nie zbudowany
- Type 1106: transportowy VC10 C1 dla RAF, towarowo-pasażerski, 14 zbudowanych
- Type 1109: prototyp Typ 1100 przebudowany na pasażerski
- Type 1112: tankowiec VC10 K2 dla RAF, 5 przebudowanych z Type 1101
- Type 1151: Super VC10 dla BOAC, 17 zbudowanych
- Type 1152: Super VC10 towarowo-pasażerski dla BOAC, nie zbudowany
- Type 1154: Super VC10 towarowo-pasażerski dla East African Airways, 5 zbudowanych
- Type 1164: tankowiec VC10 K3 dla RAF, 4 przebudowane z Type 1154
- Type 1170: tankowiec VC10 K4 dla RAF, 5 przebudowanych z Type 1151
- Type 1180: transportowy/tankowiec VC10 C1K dla RAF, 13 przebudowanych z Type 1106 VC10 C1

źródło:

## Opis

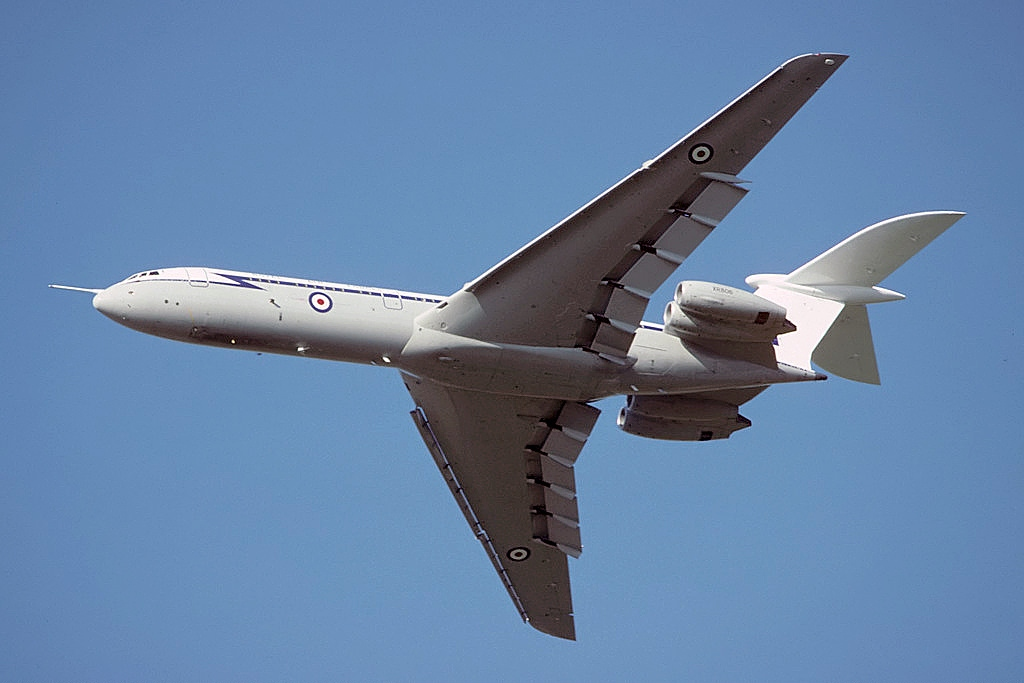
VC10 C1K po starcie – widoczna mechanizacja skrzydeł

Konstrukcja całkowicie metalowa, półskorupowa. Kabina ciśnieniowa. Załoga składała się z trzech osób (dwóch pilotów i technik pokładowy), opcjonalnie dodatkowo z nawigatora. Kabina pasażerska standardowego VC10 mieściła po 6 foteli w rzędzie (3+3) z przejściem szerokości 41 cm pośrodku, szerokość kabiny wynosiła 350 cm (138 cali), wysokość do 229 cm (90 cali). Długość kabiny w standardowym VC10 wynosiła 28,14 m (92 stopy 4 cale), w Super VC10 31,4 m (103 stopy). Napęd stanowiły cztery silniki Rolls-Royce Conway R.Co. 42 o ciągu 9525 kG (21 000 funtów). Cztery główne zbiorniki paliwa, dla każdego z silników, znajdowały się w skrzydle, ponadto samolot miał zbiornik paliwa w centropłacie i – w przypadku wojskowych VC10 oraz Super VC10 – zbiornik o pojemności 6092 l w stateczniku.
Skrzydła całkowicie metalowe o konstrukcji czterodźwigarowej w części środkowej, a w pozostałej dwudźwigarowej, o wzniosie 3° i kącie zaklinowania 4°. Skos skrzydeł wynosił 32,5°. Były wyposażone w sloty na całej rozpiętości i klapy Fowlera składające się z pięciu sekcji na każdym skrzydle. Na każdym skrzydle znajdowały się też trzy sekcje spojlerów, działających również jako hamulce aerodynamiczne i wspomaganie lotek. Lotki i stery wysokości były podzielone na dwie części z własnym napędami dla zwiększenia bezpieczeństwa, a ster kierunku – na trzy. Usterzenie typu T, skośne. Podwozie trójpodporowe, chowane hydraulicznie.